# Stanhopea xytriophora
Stanhopea xytriophora är en orkidéart som beskrevs av Heinrich Gustav Reichenbach. Stanhopea xytriophora ingår i släktet Stanhopea och familjen orkidéer. Inga underarter finns listade i Catalogue of Life.

## Bildgalleri

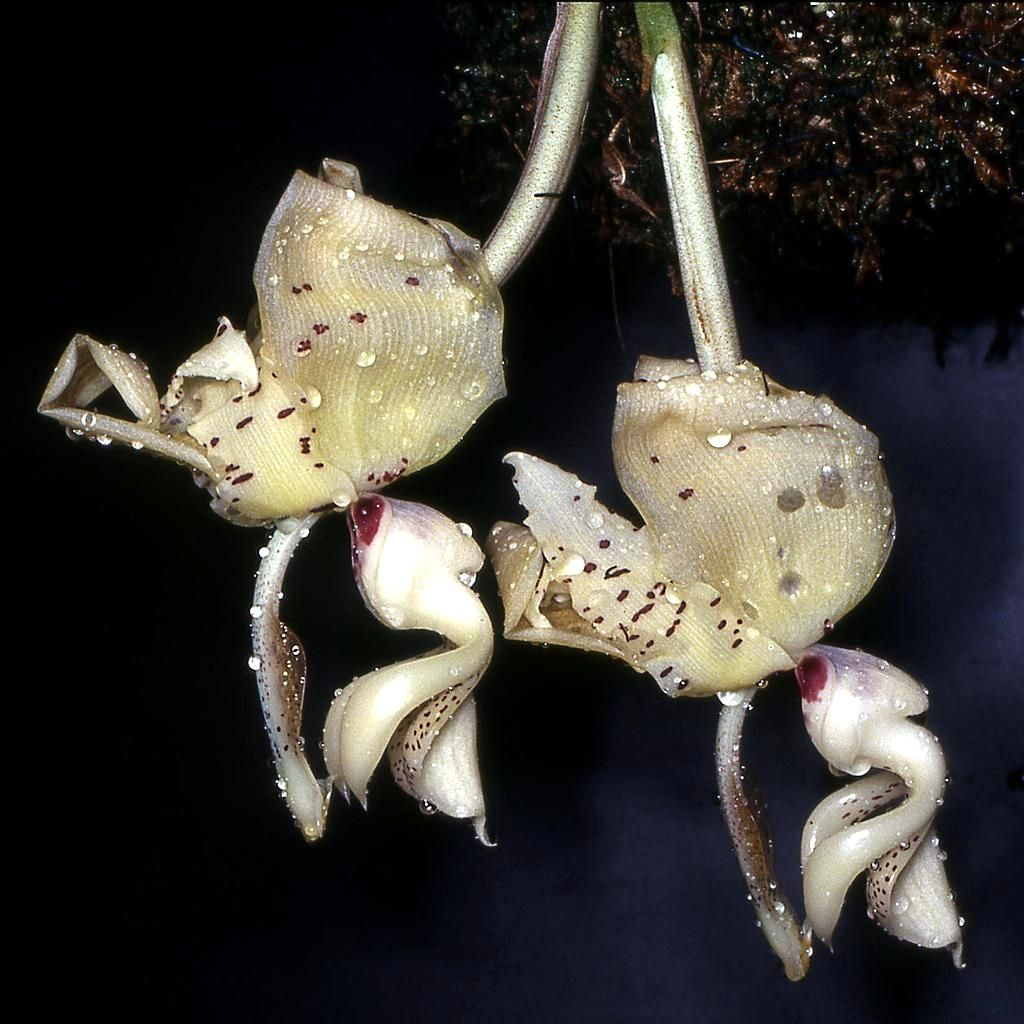
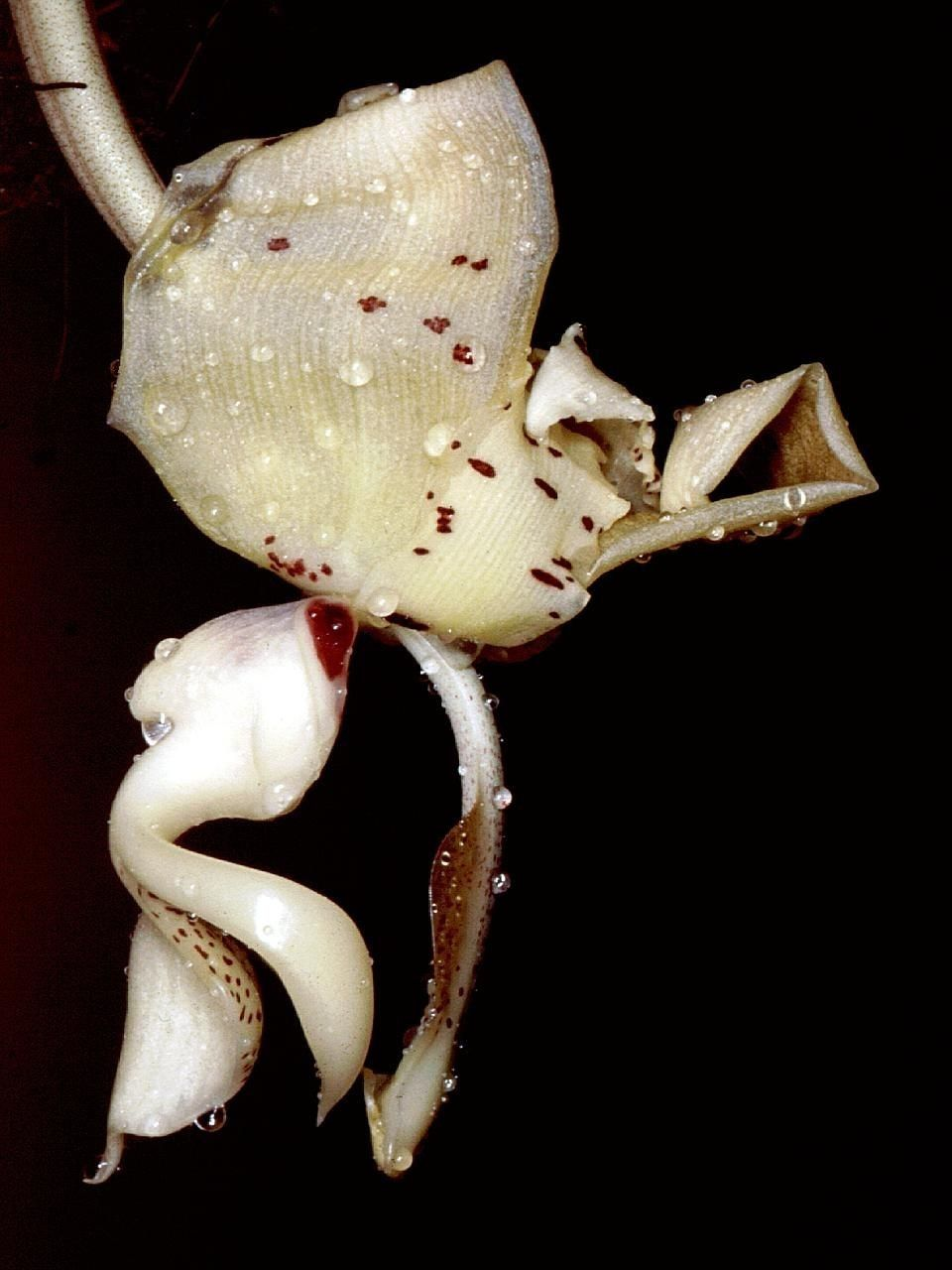